# Damon Albarn
Damon Albarn (født 23. marts 1968 i Leytonstone, London) er en engelsk sanger, sangskriver og musiker.
Han er bedst kendt som frontmand for 1990'er britpopbandet Blur og senere som en af mændene bag tegneseriebandet Gorillaz.
Blur genopstod efter syv års pause i april 2010.
Damon Albarn har også udgivet musik som solist. Seneste udgivelse er hans solodebut "Everyday Robots" som blev udgivet 25. april 2014. Med gruppen The Good, The Bad & The Queen udgav han i 2007 et selvbetitlet album.